# کاراکول (تاجیکستان)
قره‌کول یا قره‌گل به معنی «دریاچۀ سیاه»، دریاچه‌ای به قطر ۲۵ کیلومتر (۱۶ مایل) درون دهانه‌ای برخوردی به قطر ۵۲ کیلومتر (۳۲ مایل)، در رشته‌کوه پامیر در تاجیکستان است.

## دهانهٔ برخوردی
دریاچۀ قره‌کول در میان فرورفتگی گردی جای گرفته که گمان می‌رود دهانۀ برخوردی یک سنگ آسمانی به قطر ۵۲ کیلومتر (۳۲ مایل) باشد. این دهانه به نسبت جوان است؛ برآورد می‌شود که این برخورد ۲۵ میلیون سال پیش،  یا کمتر از ۲۳ میلیون سال پیش، یا بین ۲٫۶ تا ۵٫۳ میلیون سال پیش (دورهٔ پلیوسن) رخ داده باشد. ساختار برخوردی دریاچۀ قره‌کول تا زمانی که بررسی عکس‌های گرفته شده از فضا در سال ۱۹۸۷ میلادی آن را آشکار کرد، پنهان مانده بود.

## دریاچه
دریاچه در بلندای ۳٬۹۰۰ متر (۱۲٬۸۰۰ فوت) بالاتر از تراز دریا جای گرفته است. شبه‌جزیره‌ای که از کنارهٔ جنوبی دریاچه گسترش یافته و نیز جزیره‌ای که در نزدیکی کنارهٔ شمالی آن جای دارد، دریاچه را به دو آبگیر بخش کرده است: بخش خاوری که کوچک‌تر و کمابیش کم‌ژرفاتر بوده و ژرفای آن چیزی میان ۱۳ و ۱۹ متر (۴۳ و ۶۲ فوت) است و بخش باختری که بزرگ‌تر بوده و ژرفای آن نزدیک به ۲۲۱ تا ۲۳۰ متر (۷۲۵ تا ۷۵۵ فوت) است. این دریاچه یک حوضهٔ بسته بوده و آب آن آب لب‌شور است.

## زیست‌بوم
هر چند دریاچه در میان پارک ملی تاجیکستان جای گرفته ولی از بیشتر پهنه‌های گرداگرد آن همچون چراگاه بهره‌برداری می‌شود.